# فيليب واتس
فيليب واتس (بالإنجليزية: Philip Watts)‏ هو شخصية أعمال بريطاني، ولد في 25 يونيو 1945.

## وصلات خارجية
- فيليب واتس على موقع مونزينجر (الألمانية)